# Thesea citrina
Thesea citrina är en korallart som beskrevs av Elisabeth Deichmann 1936. Thesea citrina ingår i släktet Thesea och familjen Plexauridae. Inga underarter finns listade i Catalogue of Life.